# Longford (Tasmània)
Longford és una ciutat del nord de Tasmània, Austràlia. Se situa a 145 m per sobre el nivell del mar en la convergència dels rius Macquarie i South Esk, a 21 km al sud de Launceston i molt a prop de l'aeroport. Té una població de 3,863 (segons el cens de l'any 2016) i forma part de l'àrea del Northern Midlands Council. La regió és predominantment agrícola, destacant per la seva producció de llana, productes làctics i ramaderia.

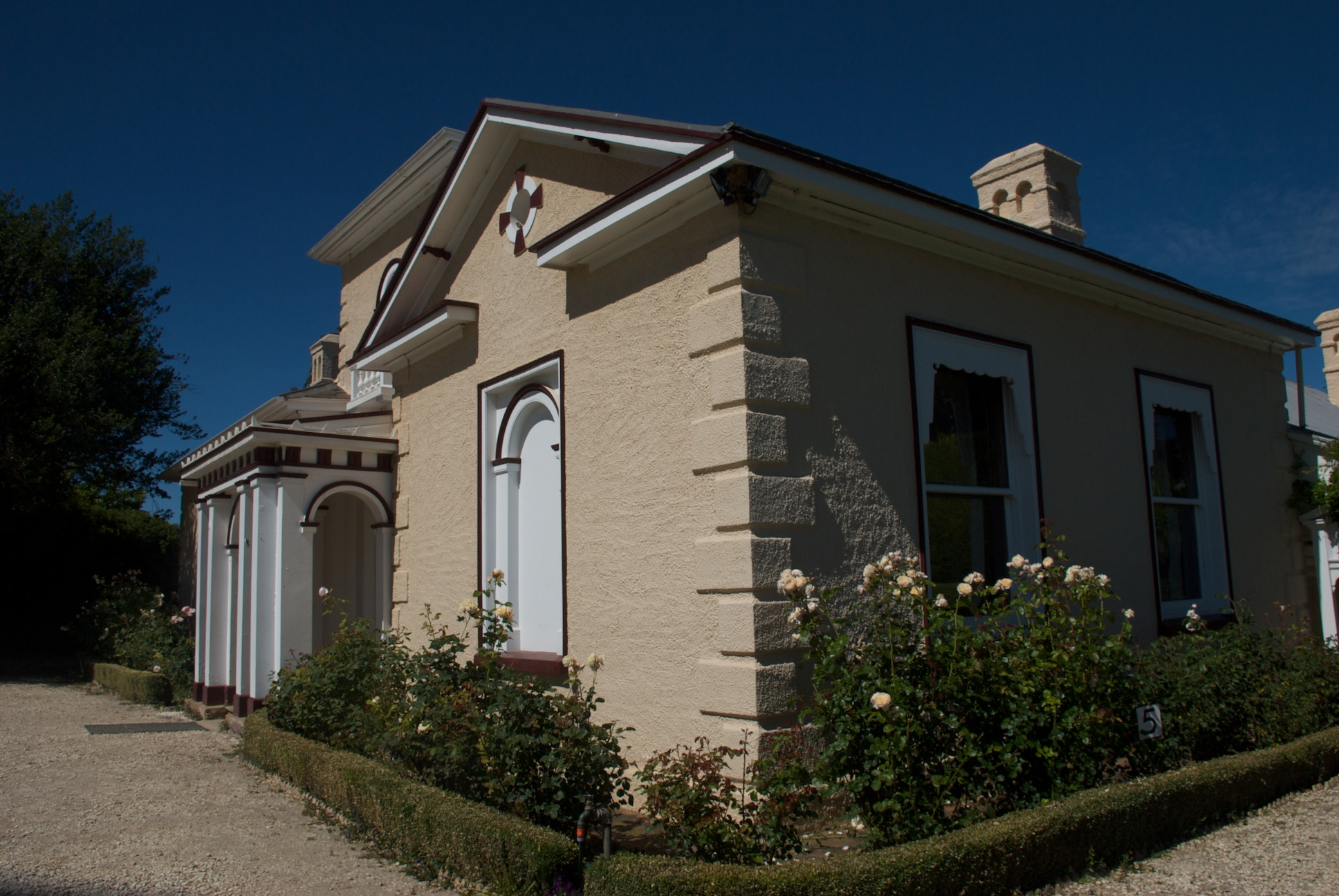
Woolmers, proper a Longford

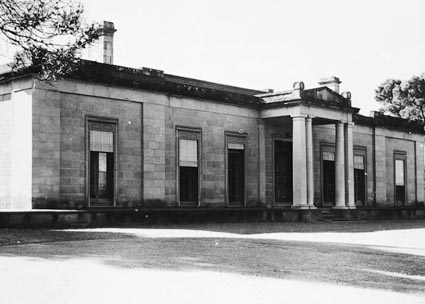
Panshanger, proper a Longford

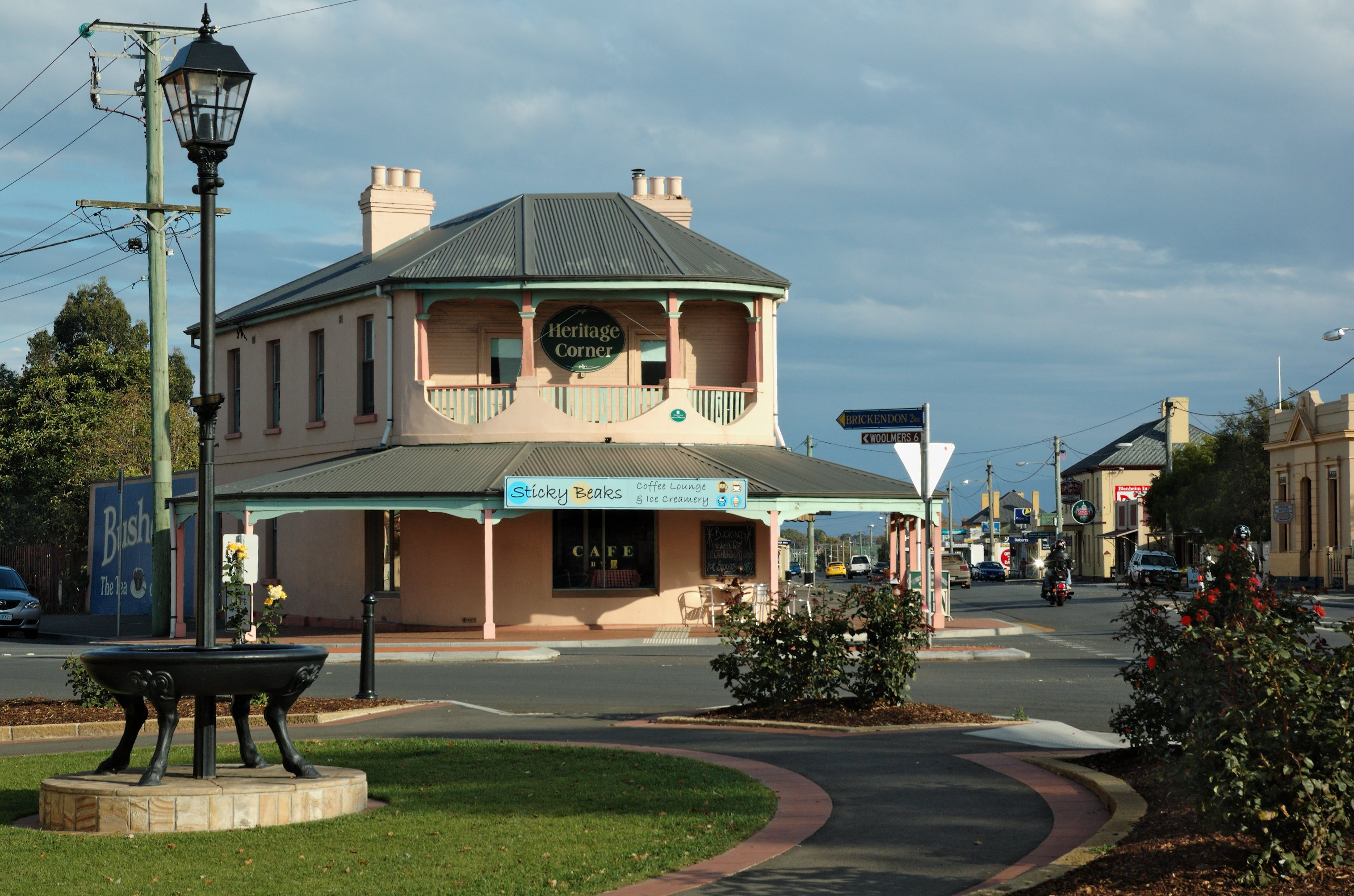
Heritage Corner, edifici de principis de 1830

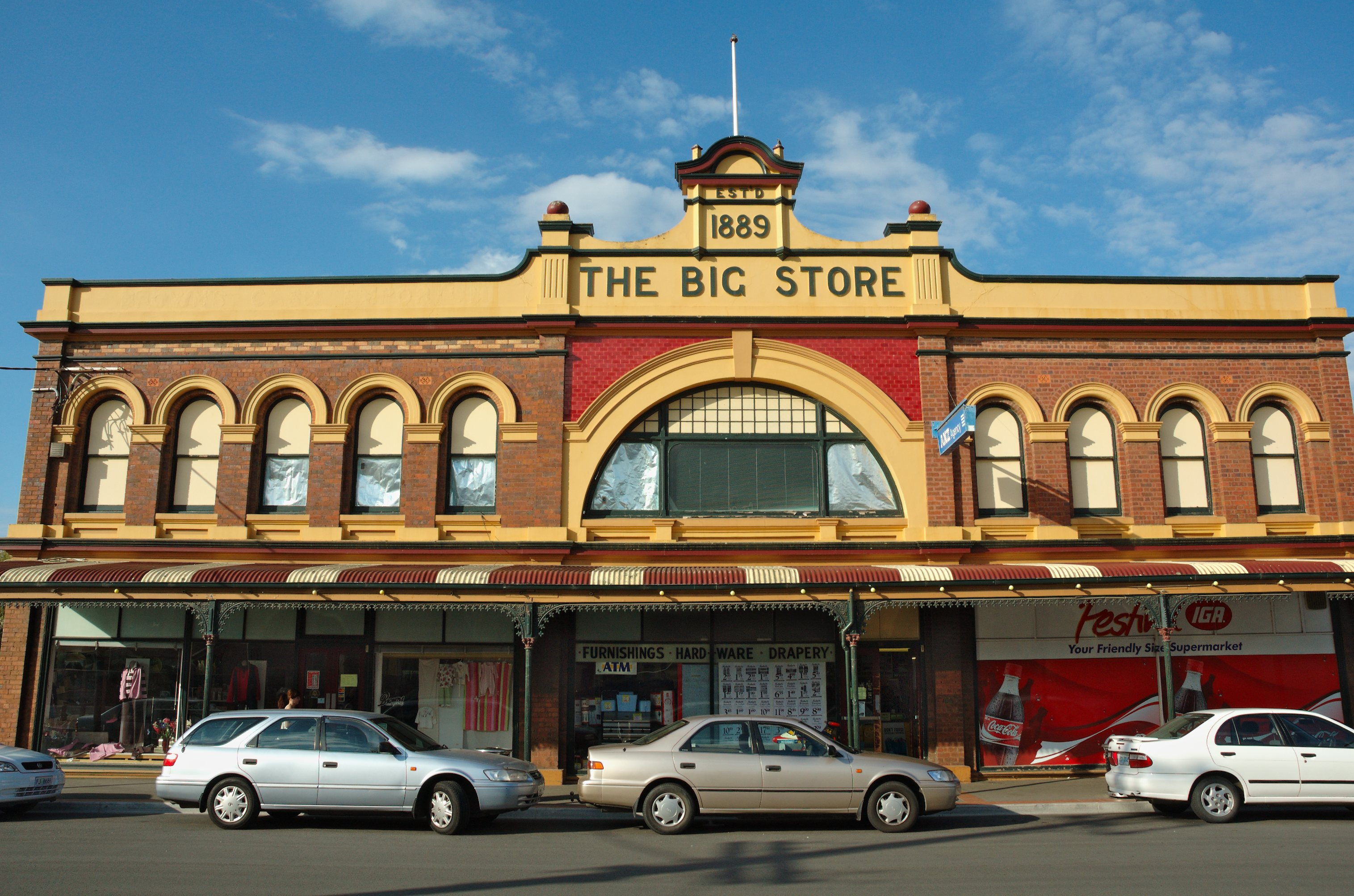
Brown's Big Store, 1889